# SpVg Eidertal Molfsee
Die Sportvereinigung Eidertal Molfsee von 1957 e. V. ist ein Sportverein aus Molfsee in Schleswig-Holstein. Der 1957 gegründete Verein umfasst die zwölf Sparten Fußball, Handball, Badminton, Ballschule, Judo, Schwimmen, Turnen, Leichtathletik, Fitness und Herzsport. Der Name Eidertal bezieht sich auf den gleichnamigen Abschnitt der Eider im nahegelegenen Ort Flintbek.

## Sportstätten
Im Ortsteil Molfsee (Dorf) befindet sich die Sportanlage am Bärenkrug mit einer großen Multifunktionshalle sowie zwei Rasen- und einem Kunstrasenplatz. An der Grundschule im Ortsteil Rammsee liegt die kleine Schulsporthalle sowie die Schwimmhalle.

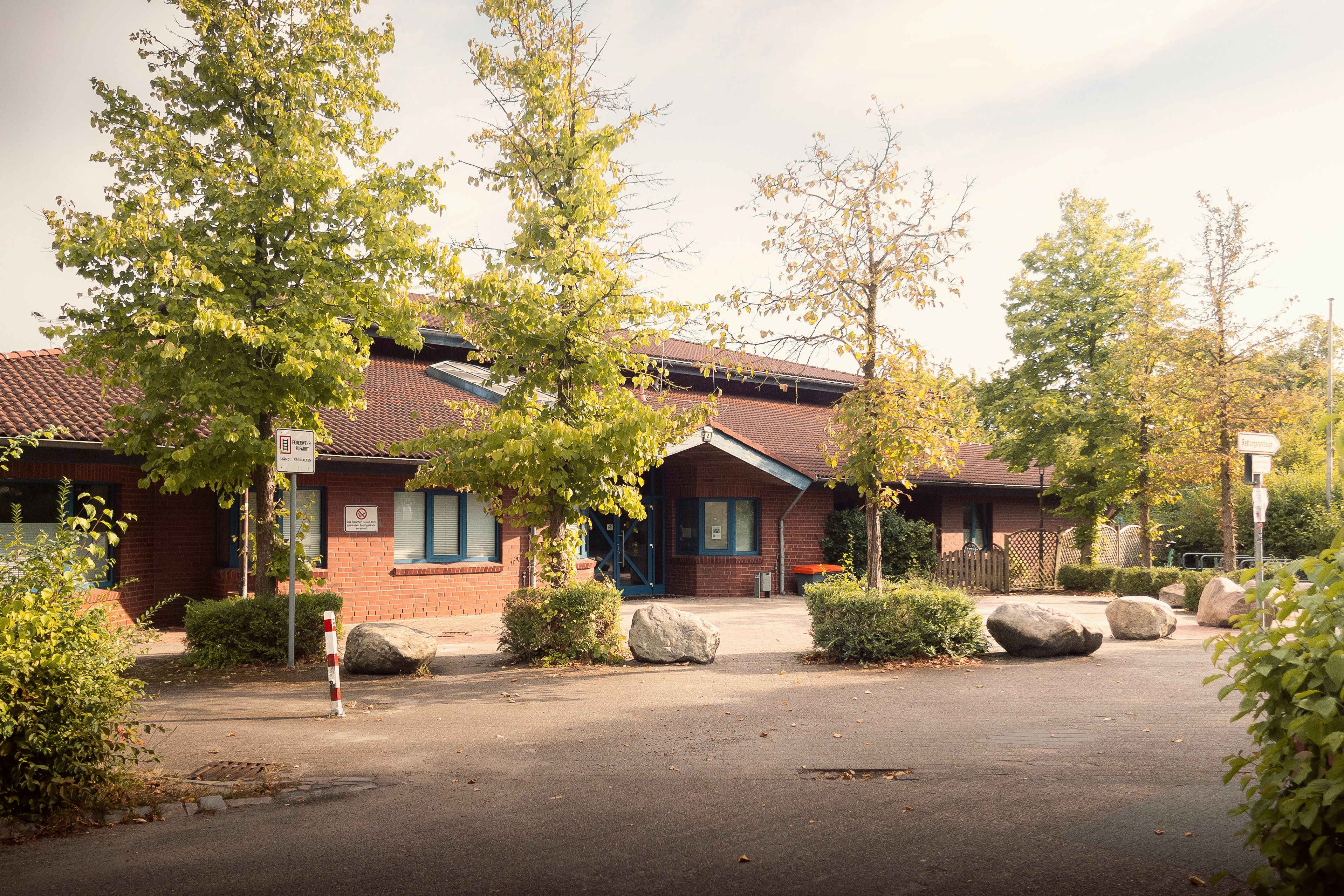
Eingang der Sporthalle der SpVg Eidertal Molfsee

## Fußball
Die Fußballabteilung besteht aus vier Mannschaften bei den Männern sowie Jugendmannschaften der Altersklassen U7 bis U19. Der ersten Männermannschaft gelang in der Saison 2023/24 der Aufstieg in die Oberliga Schleswig-Holstein.
Es besteht eine Kooperation mit Holstein Kiel. Zu den bekanntesten ehemaligen (Jugend-)Spielern und Spielerinnen gehören Fin Bartels, Manuel Schwenk und Michaela Brandenburg.
In der Saison 2024/25 war der ehemalige Bundesligaprofi Patrick Herrmann Cheftrainer. Im Juni 2025 stieg Co-Trainer Nedim Hasanbegovic zum Cheftrainer auf.

## Badminton
Nachwuchsspieler der Badmintonabteilung konnten in der Vergangenheit zahlreiche Erfolge auf Landesebene, Norddeutscher und Deutscher Ebene verzeichnen. Seit 2020 besteht eine Spielgemeinschaft mit den Vereinen SV Hammer und TSV Altenholz. In der Saison 2023/24 wurde die erste Mannschaft Meister der Regionalliga Nord, verzichtete aber freiwillig auf den Aufstieg in die 2. Badminton-Bundesliga.